# Catmandu (distrito)
Catmandu é um distrito da zona de Bagmati, no Nepal. É neste distrito que se encontra a capital do país, Catmandu. Cobre uma área de 395 km² e tem uma população de 1 081 845 habitantes (no censo de 2001).